# Eric Bergoust
Eric Bergoust (Missoula, 27 augustus 1969) is een Amerikaans freestyleskiër gespecialiseerd op het onderdeel Aerial. 

## Carrière
Bergoust nam viermaal deel aan de Olympische Winterspelen en behaalde bij zijn tweede deelname tijdens de spelel van 1998 in het Japanse Nagano de gouden medaille.
Bergoust won in 1997 de zilveren medaille op de wereldkampioenschappen en twee jaar later won Bergoust de wereldtitel in het Zwitserse Meiringen.
Bergoust won vijftien maal een individuele wereldbekerwedstrijd en in de seizoenen 2000/2001 en 2001/2002 het eindklassement van de wereldbeker Aerial, tevens won Bergoust  in het seizoen 2001/2002 het algemene wereldbekerklassement freestyleskiën.

## Resultaten

### Olympische Spelen
| Jaar | Plaats         | Resultaten  |
| ---- | -------------- | ----------- |
| 1994 | Lillehammer    | 7e Aerials  |
| 1998 | Nagano         | Aerials     |
| 2002 | Salt Lake City | 12e Aerials |
| 2006 | Turijn         | 17e Aerials |

### Wereldkampioenschappen
| Jaar | Plaats    | Resultaten |
| ---- | --------- | ---------- |
| 1997 | Nagano    | Aerials    |
| 1999 | Meiringen | Aerials    |
| 2001 | Whistler  | 4e Aerials |
| 2003 | Park City | 8e Aerials |

### Wereldbeker
Eindklasseringen
| Seizoen   | Algm   | AE    |
| --------- | ------ | ----- |
| 1990/1991 | 69e    | 24e   |
| 1991/1992 | 75e    | 28e   |
| 1992/1993 | 88e    | 6e    |
| 1993/1994 | 26e    | 10e   |
| 1994/1995 | 88e    | 32e   |
| 1995/1996 | 12e    | Brons |
| 1996/1997 | 31e    | 8e    |
| 1997/1998 | 13e    | 4e    |
| 1998/1999 | 7e     | 5e    |
| 1999/2000 | 24e    | 12e   |
| 2000/2001 | Zilver | Goud  |
| 2001/2002 | Goud   | Goud  |
| 2002/2003 | 43e    | 20e   |
| 2003/2004 | 133e   | 32e   |
| 2004/2005 | 82e    | 26e   |
| 2005/2006 | 41e    | 15e   |

Wereldbekerzeges
| Datum            | Plaats               | Onderdeel |
| ---------------- | -------------------- | --------- |
| 19 januari 1992  | Breckenridge         | Aerials   |
| 13 maart 1994    | Meiringen            | Aerials   |
| 9 december 1995  | Tignes               | Aerials   |
| 3 februari 1996  | Kirchberg            | Aerials   |
| 16 maart 1996    | Altenmarkt im Pongau | Aerials   |
| 2 maart 1997     | Meiringen            | Aerials   |
| 2 augustus 1996  | Mount Buller         | Aerials   |
| 25 januari 1997  | Blackcomb            | Aerials   |
| 13 maart 1998    | Altenmarkt im Pongau | Aerials   |
| 26 februari 2000 | Piancavallo          | Aerials   |
| 12 augustus 2000 | Mount Buller         | Aerials   |
| 13 augustus 2000 | Mount Buller         | Aerials   |
| 8 september 2001 | Mount Buller         | Aerials   |
| 12 januari 2002  | Mont Tremblant       | Aerials   |
| 20 januari 2002  | Lake Placid          | Aerials   |